# Trofeo Jaumendreu
Il Trofeo Jaumendreu (cat. Trofeu Jaumendreu) era una corsa in linea maschile di ciclismo su strada, organizzata in Catalogna (Spagna) dall'Agrupació Ciclista Montjuïc (Gruppo ciclistico Montjuïc) per celebrare la memoria del presidente della Federazione ciclistica catalana, Santiago Jaumendreu.
Nel 1963 diede vita assieme ad altre corse in linea catalane dell'epoca, organizzate da altri gruppi sportivi attivi nella zona, alla Setmana Catalana, e dal 1963 al 1969 il Trofeo venne assegnato al vincitore di una delle frazioni di questa nuova competizione. Fino all'introduzione in questo nuovo formato, la corsa fu dominata esclusivamente da atleti spagnoli; la prima vittoria straniera fu del francese Joseph Novales nel 1964 e le ultime due edizioni vennero vinte da atleti stranieri, il belga Pau Lemeteyer e l'italiano Dino Zandegù.

## Albo d'oro
| Anno | Vincitore               | Secondo                 | Terzo                |
| ---- | ----------------------- | ----------------------- | -------------------- |
| 1945 | Miguel Poblet           | Antonio Martín Eguia    | Francisco Masip      |
| 1946 | Bernardo Ruiz           | Antonio Gelabert        | Miguel Gual          |
| 1947 | Miguel Poblet           | Bernardo Ruiz           | Bernardo Capó        |
| 1948 | Francisco Masip         | Miguel Poblet           | Vicente Torrella     |
| 1949 | Antonio Gelabert        | Bernardo Capó           | Arturo Dorse         |
| 1950 | Francisco Masip         | Joaquin Filba           | Sergio Celebrowsky   |
| 1951 | Mariano Corrales        | Juan Crespo             | Miguel Chacón        |
| 1952 | Francisco Tarragona     | Angel Paris             | Santiago Mostajo     |
| 1953 | José Segú               | Federico Bahamontes     | Jaime Calucho        |
| 1954 | Aniceto Utset           | José Segú               | Santiago Mostajo     |
| 1955 | Salvador Botella        | Santiago Mostajo        | Alfred Esmatges      |
| 1956 | Miguel Bover            | Salvador Botella        | Gabriel Company      |
| 1957 | Antonio Ferraz          | Miguel Bover            | Jesús Galdeano       |
| 1958 | non disputato           | non disputato           | non disputato        |
| 1959 | Juan Campillo           | Fernando Mitjà          | José Carlos Sánchez  |
| 1960 | Antonio Bertrán         | José Pérez Francés      | Joan Escolà          |
| 1961 | José Martín Quesada     | Antonio Gómez del Moral | Juan Belmonte        |
| 1962 | Salvador Rosa           | Luis Mayoral            | Ángel Ibáñez         |
| 1963 | Fernando Manzaneque     | Antonio Suárez          | José Pérez Francés   |
| 1964 | Joseph Novales          | Gabriel Mas             | Manuel Martín Piñera |
| 1965 | Gregorio San Miguel     | Luis Otaño              | Juan José Sagarduy   |
| 1966 | Antonio Gómez del Moral | José Antonio Momeñe     | José Manuel López    |
| 1967 | José Pérez Francés      | Domingo Perurena        | Jaume Alomar         |
| 1968 | Paul Lemeteyer          | Serge Bolley            | José Ramón Goyeneche |
| 1969 | Dino Zandegù            | Guido Reybrouck         | Georges Vandenberghe |